# پایگاه آب‌نشین پیک اسکیل
 پایگاه آب‌نشین پیک اسکیل (به انگلیسی: Peekskill Seaplane Base) یک فرودگاه همگانی بهره‌برداری هوایی است که یک باند فرود آب دارد و طول باند آن ۴۵۷۲ متر است. این فرودگاه در کشور ایالات متحده آمریکا قرار دارد و در ارتفاع ۰ متری از سطح دریا واقع شده‌است.